# ایرنه فری
ایرنه فری (ایتالیایی: Irene Ferri؛ زادهٔ ۲۹ مارس ۱۹۷۲) بازیگر و مجری تلویزیون اهل ایتالیا است.
او دانش‌آموختهٔ رشتهٔ بازیگری در اکتورز استودیو و از شاگردان سوزان استراسبرگ بود. وی در آغاز فعالیت حرفه‌ای، در چند تبلیغات تلویزیونی هنرنمایی کرده و سپس برای مدتی، مجری برنامه‌های کودکان در شبکهٔ رای بود.
از فیلم‌ها یا مجموعه‌های تلویزیونی که وی در آن‌ها نقش داشته‌است می‌توان به مظنون، دلایل قلبی و این خانه هتل نیست اشاره نمود.